# Quevedo (cantant)
Pedro Luis Domínguez Quevedo, de nom artístic Quevedo (Madrid, 7 de desembre de 2001) és un cantant canari. És sobretot conegut per la cançó que va fer l'estiu del 2022 en col·laboració amb el productor argentí Bizarrap, que va arribar a encapçalar el rànquing de Spotify.

## Biografia
Pedro Domínguez Quevedo va néixer a Madrid el 7 de desembre de 2001, i quan tenia un any la seva família va marxar a viure al Brasil. Quan tenia cinc anys es va traslladar a viure a les Illes Canàries, en concret a la ciutat Las Palmas de Gran Canaria a l’illa de Gran Canària, on ha viscut des d'aleshores.
Ja des de petit li agradava escriure i a finals de 2019 va decidir penjar les seves cançons a les plataformes de música.
El seu pas a la fama va vindre el gener de 2022 amb «Cayó La Noche Remix» a la que va col·laborar amb altres artistes canaris de renom a les illes com el Cruz Cafuné. Aquesta cançó és un remix d'una cançó que havia tret un any abans en companyia de La Pantera i Juseph, que son altres cantants de Gran Canària. Amb aquest senzill va rebre un disc d'or, va superar els 70 milions de reproduccions a Youtube i va assolir el número u en la llista espanyola d'Spotify, on va ser l'artista espanyol més escoltat durant dos mesos en la plataforma.
El 22 de maig de 2022 es va convertir en el primer cantant de nacionalitat espanyola que col·laborava en una cançó amb Ed Sheeran, en el senzill titulat 2step (feat. Quevedo). Tot això va passar després que Warner Music el seleccionés entre un dels diferents candidats per participar en el conjunt de versions en diferents idiomes que Sheeran estava fent.
Ha realitzat diverses col·laboracions amb cantants com Duki, Myke Towers, Bizarrap o De La Ghetto. Ha entrat en cartells de festivals com el Big Sound Festival o el Boombastic de Madrid. Ara ja ha deixat de fer la seva activitat, el 1 de febrer de 2024 va penjar la seva "última" cançó abans del seu "break" que es diu "LA ÚLTIMA". Va tornar i va treure un àlbum a la mitjanit del dia 22 de novembre del 2024 anomenat "Buenas Noches". Amb qui va fer col·laboracions amb Pitbull o Aitana entre d'altres.